# Haina (Römhild)
Haina è una frazione della città tedesca di Römhild, in Turingia.